# Dark Horse (canción de Katy Perry)
«Dark Horse» es una canción interpretada por  la cantante estadounidense Katy Perry, en colaboración con el  rapero Juicy J, e incluida en su tercer álbum de estudio Prism, (2013). Los intérpretes la compusieron con ayuda de Sarah Hudson, Henry Walter, Max Martin y Lukasz Gottwald y estos tres últimos la produjeron. Inicialmente, la discográfica Capitol Records la publicó el 17 de septiembre de 2013 como el primer sencillo promocional del álbum. Sin embargo, el 17 de diciembre del mismo año, el sello decidió lanzarla como el tercer sencillo oficial.
El tema recibió comentarios tanto positivos como negativos por parte de la crítica; algunos alabaron la voz de Perry y el contenido de la letra, pero en cuanto al sonido sostuvieron que la inclusión del rap era innecesario y de poca calidad. Comercialmente, obtuvo un buen resultado en Norteamérica, en donde alcanzó el primer lugar en Canadá y los Estados Unidos. La artista, en este último país, logró su noveno encabezamiento en toda su carrera y el octavo en la década de 2010, lo que la convirtió en la primera artista con la mayor cantidad de números uno en este período junto con Rihanna. Adicionalmente, logró ingresar al top 10 en Alemania, Austria, las regiones flamenca y valona de Bélgica, Escocia, Irlanda, Noruega, Nueva Zelanda, los Países Bajos, el Reino Unido, Suecia, entre otros. De acuerdo con Billboard, «Dark Horse» es la primera canción más importante y exitosa de la Billboard Hot 100 hasta la mitad de la década de 2010 y es la número cien entre las más grandiosas canciones de dicha lista. Mundialmente, vendió en estimado 13,2 millones de copias digitales, siendo la segunda pista musical más exitosa de 2014, solo detrás de «Happy» de Pharrell Williams.
Su vídeo musical correspondiente lo dirigió Mathew Cullen y la intérprete lo publicó el 20 de febrero de 2014 en su cuenta VEVO en YouTube. En el video, Katy Perry se muestra como Cleopatra junto con una parrilla enjoyada y el escenario representa el Antiguo Egipto. En un fragmento del vídeo, un modelo que portaba un dije con la palabra árabe para Allah, es desintegrado y convertido en arena por el personaje que interpretaba Perry, lo que generó polémica contra la cantante, a la que se le acusó de incurrir en blasfemia. Debido a más de 60 000 peticiones realizadas por Change.org contra YouTube por el incidente, decidieron quitar dicho símbolo del vídeo. El 22 de junio de 2015, el videoclip logró superar las mil millones de visitas en Vevo, convirtiendo a Perry en la primera mujer con este logro. La canción ha sido versionada por un fanático con la imitación de veinte voces distintas de artistas como Frank Sinatra, Boyz II Men, Iron Maiden, Pavarotti, Michael Jackson, John Mayer, entre otros. Entre los premios que ha recibido, se encuentran el de mejor vídeo femenino en los MTV Video Music Awards 2014, mejor vídeo en los MTV Europe Music Awards 2014 y sencillo del año en los American Music Awards; además de ser nominado en los premios Grammy de 2015 en la categoría de mejor interpretación de pop de dúo/grupo.
En 2014, Flame, un artista de rap cristiano, presentó una demanda por infracción de derechos de autor contra Perry y los otros compositores, alegando que "Dark Horse" fue copiada de su canción de 2008 "Joyful Noise". El 29 de julio de 2019, un jurado federal falló a favor de Flame y los co-demandantes Da 'T.R.U.T.H. y Chike Ojukwu. El jurado ordenó que Perry, sus colaboradores y las etiquetas asociadas pagaran $ 2.78 millones en daños. De esto, Perry recibió la orden de pagar $ 550,000.

## Antecedentes y composición

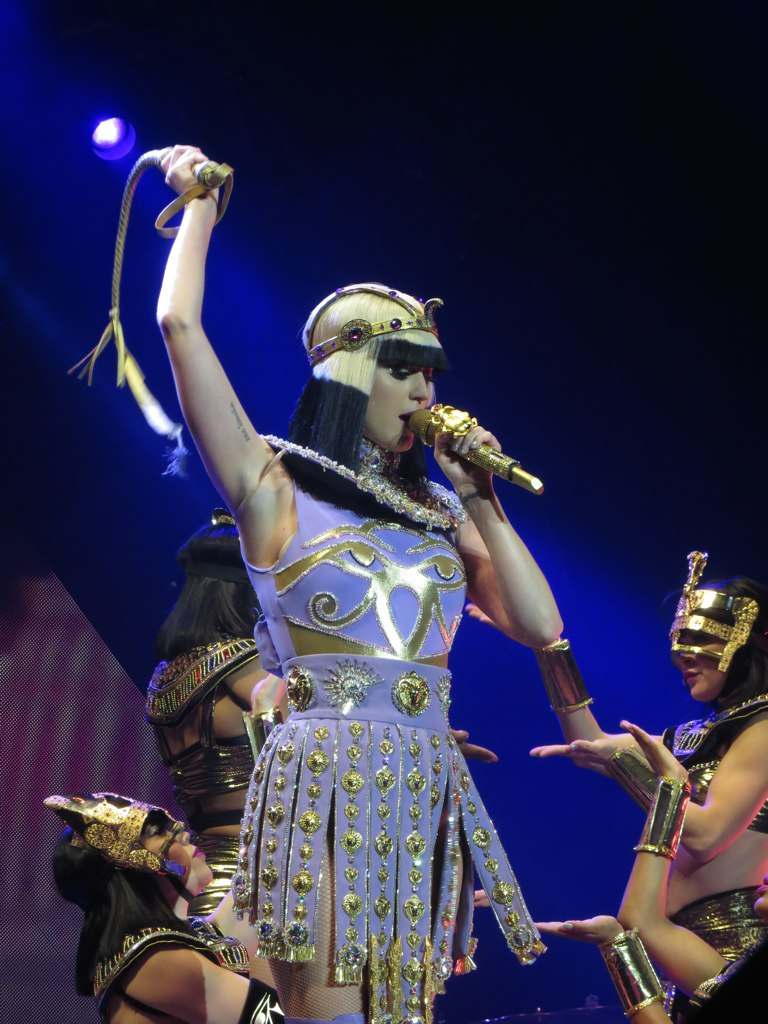
Katy Perry reveló que se inspiró en las brujas para la composición de la canción.

Perry reveló en una entrevista con MTV que había escrito originalmente la canción con su amiga Sarah Hudson en su ciudad natal, Santa Bárbara, California. Uno de los productores del tema, Lukasz Gottwald (más conocido como «Dr. Luke») contactó con el rapero Juicy J para que colaborara en la canción, ya que la intérprete quiso trabajar con él. Posteriormente, el rapero afirmó en una entrevista con Sway Calloway de MTV que no hubo problemas en las sesiones de grabación con Perry, y además agregó: «Ella es muy profesional, todo fue sin problemas y ella es una gran persona. Mi verso que hice en esa canción, ella lo cantaba. Ella es realmente un genio [...] Ella es muy práctica con su música, ella conoce la música». La intérprete dijo que la letra de la canción era una «advertencia», ya que ella la escribió desde la perspectiva de una bruja como advertencia a un hombre para no caer en el amor con ella. También explicó que «es una especie de yuxtaposición. Eso me tiene, una artista pop con un poco de clase urbana de hip hop con sabor a banda sonora de fondo a la misma, y las letras [hacen referencia a] brujas y [a] la oscuridad, como si yo fuera una bruja advirtiendo a este hombre que no se enamore de mí, y que sepa que voy a ser la última».
«Dark Horse» es una canción de género trap, grime y hip hop. La compuso la intérprete, Juicy J, Sarah Hudson, Henry Walter, Max Martin y Lukasz Gottwald y estos tres últimos la produjeron. Tiene una duración de tres minutos y treinta y cinco segundos. De acuerdo con una partitura publicada en el sitio web Musicnotes por Kobalt Music Publishing America, Inc., el tema tiene un tempo allegro de 124 pulsaciones por minuto y está compuesto en la tonalidad de si bemol menor. El registro vocal de Perry se extiende desde la nota si♭2 hasta la do♭4. Además, ella contó que se inspiró en la película The Craft (1996). Según el sitio web de Indonesia KapanLagi, afirmó que existe una similitud de la intro y el ritmo de «Dark Horse» con la canción «Tinggallah Ku Sendiri (Leave Me Alone)» de la artista indonesia Nike Ardilla. Para Daniel Distant del periódico cristiano The Christian Post, el tema trata sobre la adicción a las drogas. En adición a esto, agregó: «Perry se refiere a la sensación que [ella] da como "magia", algo que te haga "levitar, volar"; todas las referencias a drogarse».

## Lanzamiento
El 20 de agosto de 2013, dos nuevos títulos de canciones del disco PRISM fueron revelados: «Dark Horse» y «Walking on Air». En colaboración con Pepsi, los seguidores de la cantante tuvieron la posibilidad de escuchar un fragmento de cada canción y luego decidir cuál sería la que publicaría por medio de una votación hecha en Twitter. Ese día, Pepsi lanzó un comunicado de prensa en su página web oficial:

«Para construir el entusiasmo y la anticipación para el próximo nuevo álbum de Katy Perry, PRISM, MTV y Pepsi hoy (20 de agosto de 2013) están poniendo en marcha una "campaña de desbloqueo" en Twitter que alienta a los aficionados para decidir sobre una de las dos nuevas canciones de Katy Perry en el nuevo disco que se dará a conocer en iTunes. Los fanáticos tienen que tuitear con la etiqueta #KATYNOW junto con el título de la canción para desbloquear [una de] las [dos] pistas del álbum. Una vez que los fanes hayan desbloqueado las canciones al llegar a un cierto número de tuits, Pepsi y MTV dará a conocer los dos clips de vista previa nunca antes escuchado a través del sitio pepsi.mtv.com. Pepsi y MTV le darán a los fanáticos la oportunidad de escuchar un fragmento de las canciones y decidir por medio de Twitter cuál será lanzada [como primer sencillo promocional del álbum], usando las respectivas etiquetas para votar. La canción ganadora saldrá a la venta el martes 17 de septiembre desde la preventa del disco en iTunes y se dará a conocer en vivo por MTV momentos antes de la actuación de Katy en los MTV Video Music Awards».

El director de marketing de Pepsi, Chad Stubbs, habló acerca de trabajar con la artista: «Estamos muy contentos de apoyar a una artista con talento e icónica como Katy Perry para ofrecer a sus admiradores esta increíble oportunidad, esperamos que a través de nuestra icónica campaña de verano dar a los consumidores una experiencia que nunca olvidarán». Cinco días después del comunicado, Perry anunció el tema ganador a través de su cuenta oficial de Twitter: «YO qué día! #ROAR-ing @ en los #VMAs y ahora el placer de anunciar su elección #DARKHORSE FT @therealjuicyj que saldrá el 17 de septiembre!». El fragmento de «Dark Horse» que publicaron para la votación decía: «So you wanna play with magic. Boy, you should know whatcha fallin' for. Baby do you dare to do this because I'm coming at you like a dark horse» (traducible al español como: «Así que quieres jugar con magia. Chico, deberías saber en lo que te estás metiendo. Bebé te atreves a esto porque yo iré hacia ti como una incógnita»). Gracias al interés que recibía el tema en la radio, Capitol Records lanzó a «Dark Horse» como tercer sencillo oficial de PRISM el 17 de diciembre de 2013. El 10 de enero de 2014, la cantante publicó por medio de su cuenta en Twitter la portada oficial del tema, la cual fue creada por la artista e ilustradora Yao Xiao, en la que aparece Perry mirando de perfil izquierdo con un traje adornado y un casco con forma de la cabeza de un caballo; en sus esquinas hay un pájaro y una jaula vacía.

## Comentarios de los críticos

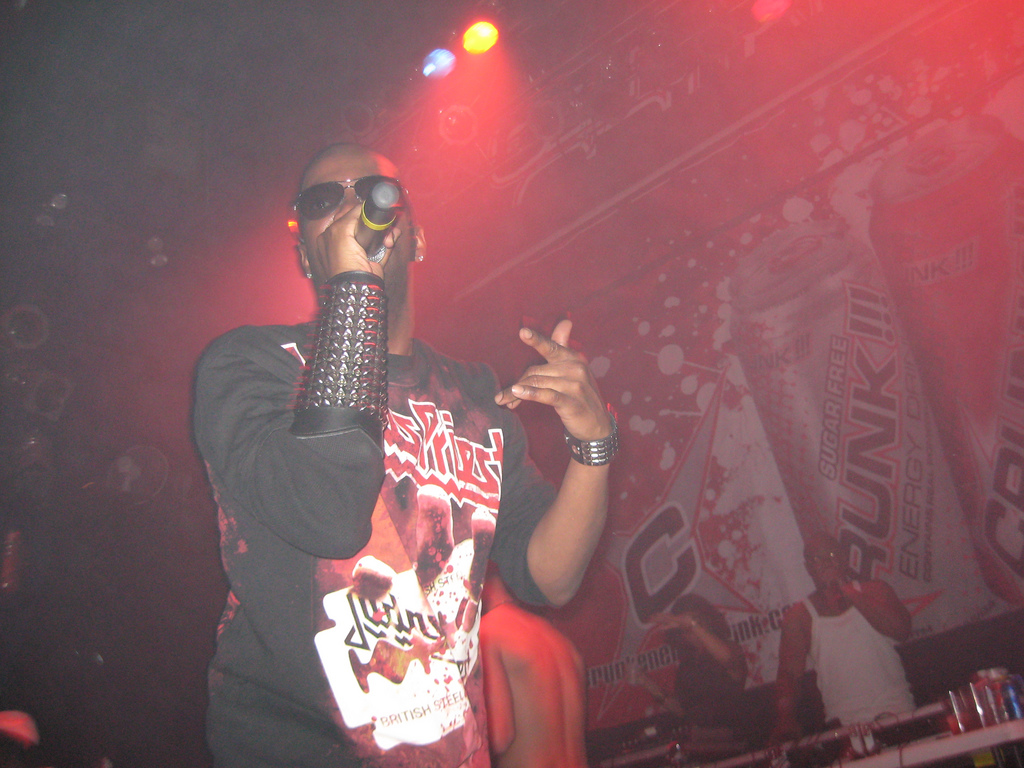
Juicy J, intérprete colaborador en la canción.

«Dark Horse» recibió comentarios tanto positivos como negativos de los críticos. Helen Brown de The Daily Telegraph comentó que la canción «cuenta con un rap tonto de Juicy J en la que advierte a los pretendientes futuros de Perry que [ella] podría comer sus corazones como Jeffrey Dahmer». Keith Murphy de Vibe escribió que la canción parece la «antítesis de su trabajo anterior [Teenage Dream]». Además, dijo: «Dr. Luke produjo una pista oscura y de mala calidad y muestra a la cantante asumiendo el papel de una droga adictiva como ella advierte a su amante que se convertirá». Por otro lado, Evan Sawdey de PopMatters comentó: «Los himnos de estríper nunca encajaron con Perry y es eso [lo que pasa] con "Dark Horse", su sensual arrullo es más complicador que provocador y entonces, aparece una inexplicable aparición de Juicy J». Javier Herrero del periódico El Espectador escribió que el tema «conecta con la tendencia más urbana y "hip hop" que la cantante abrió en su anterior disco con el tema "E.T.", aunque esta vez suene menos inspirado y contagioso». Robert Copsey de Digital Spy calificó al tema con cuatro estrellas de cinco y agregó: 

«Después de haber pasado los últimos siete años de ser una estrella del pop convencional tranquilizadoramente confiable y sin vergüenza de la mejor clase, hay una serie de aspectos preocupantes sobre el último sencillo de Katy Perry ["Dark Horse"]. ¿Dónde está el coro? ¿Es ella realmente intentando atrapar la música? ¿Realmente necesita una basura [de] rapero invitado en este momento de su carrera? Y en serio, ¿dónde está el coro?. Sí, "Dark Horse" es en muchos sentidos la antítesis de lo que más se puede esperar de un sencillo de Katy Perry, pero después de los malos resultados de su último esfuerzo "Unconditionally", lanzar una bola curva en este punto parece el movimiento perfecto. El ritmo es sórdido, algo [a lo] que Miley puede poner su nombre y su voz y su sensualidad de una manera que se siente inicialmente erróneo. "Dark Horse" [se] enreda en los cerebros después de escucharlo por primera vez».

Por otro lado, Lucina Sinclair del sitio Pop Dust comentó que «es un ritmo misterioso pero sin duda despertó nuestra curiosidad. Su letra parece ser una advertencia que le envía a su siguiente amante. Ella se refiere a sí misma como una incógnita». Mesfin Fekadu de ABC News comentó que el álbum se pone «mejor» con canciones como «Birthday» y «Dark Horse», el cual funciona gracias a elementos de hip hop y sus sabores electrónicos. Un escritor de Winnipeg Free Press dijo: «Es una excursión entre el trap y el pop que viene a ser como una versión reducida de "E.T." mezclado con "Grindin'" del dúo Clipse». Además, agregó que es «inesperado, poco convencional e imparable». En cambio, Bill Lamb de About.com le concedió cuatro de cinco estrellas y resaltó el poder vocal de Perry y la llamativa letra, sin embargo, comentó que la inclusión del rap de Juicy J «saca la producción hacia abajo» y «no se acerca [en cuestión de] calidad a su anterior trabajo [con colaboración de rap] "E.T." con Kanye West». Marah Eakin de The A.V. Club dijo que en canciones como «Walking On Air» y «Dark Horse», la intérprete tiende «a fallar». Aunque escribió que ambas pistas son «aceptables», no son «lo mejor de Perry». En cambio, Craig Manning del sitio AbsolutePunk identificó en la canción «un intento de emular el groove de pistas de club oscuras [como las del álbum The 20/20 Experience (2 of 2)] de Justin Timberlake».

## Rendimiento comercial

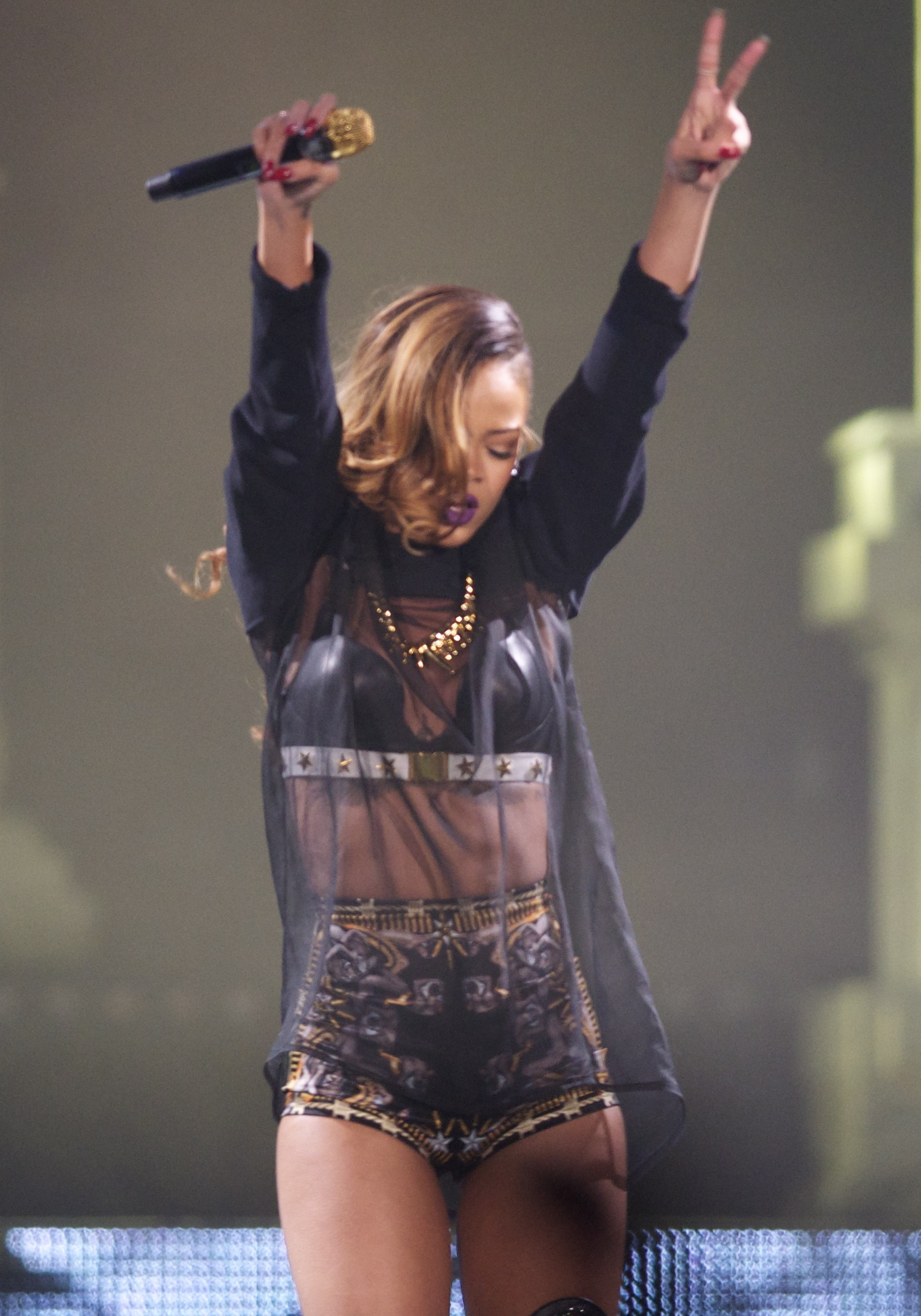
Con «Dark Horse», Perry se convirtió en la artista con más números uno en la lista Billboard Hot 100 de los Estados Unidos en la década del 2010, con un total de ocho canciones, empatada con Rihanna.

«Dark Horse» obtuvo un buen éxito comercial en Norteamérica. En los Estados Unidos, debutó en la semana del 5 de octubre de 2013 en el puesto número diecisiete de la lista Billboard Hot 100 y en el cuatro de la Digital Songs, debido a que vendió 194 000 copias en su primera semana de lanzamiento como sencillo promocional. Semanas después, la canción tuvo un fuerte impacto radial sin ningún tipo de promoción, ya que en una semana recibió 880 reproducciones en 39 de las 164 estaciones que reportan datos al conteo Pop Songs, lo que generó su debut en el lugar cuarenta. Gracias al interés del tema en la radio, Capitol Records lo lanzó como tercer sencillo oficial de PRISM. Además, entró en la Radio Songs en la casilla cuarenta y ocho con veinticinco millones de audiencia radial. Luego de su publicación oficial como sencillo, llegó al puesto número uno en la Billboard Hot 100 por cuatro semanas consecutivas y también en la Digital Songs, con su mejor semana en ventas de 373 000 descargas. Con estos encabezamientos, Perry se convirtió en la artista con más números uno en la Billboard Hot 100 en la década del 2010, con ocho en total, empatada con Rihanna; además, es la segunda artista con el mayor número de canciones que llegaron a la cima en la Digital Songs, con diez hasta ahora, detrás de Rihanna, que posee trece. En una entrevista con Billboard, la cantante confesó que este es el «número uno más inesperado que haya tenido». Por otro lado, escaló hasta el primer lugar en Pop Songs con 16 151 reproducciones e igualmente en Radio Songs con su mejor semana en audiencia de más de 155 millones. Adicionalmente, obtuvo las posiciones número uno, tres y uno en los conteos Rhythmic Songs, Adult Pop Songs y Dance/Club Play Songs, respectivamente. En suma, duró veintidós semanas seguidas dentro del top diez de la Billboard Hot 100, siendo su mayor trayecto en esta lista, delante de «E.T.», que logró veinte en 2011; y acumuló cincuenta y siete ediciones en el ranking, convirtiéndose en su primer éxito en ostentar el récord de más de un año vigente. Para mediados de marzo de 2014, había superado los cuatro millones en ventas digitales en el territorio, siendo su octava canción en superar dicha cifra en el país. La canción recibió diez discos de platino de parte de la RIAA. y, hasta octubre de 2015, ha vendido alrededor de 6 080 000 de descargas, lo que validó a la intérprete en la única en tener seis sencillos con más de cinco millones en ventas y en la única en tener tres sencillos con ventas superiores a los seis millones. En Canadá, debutó en la octava casilla del Canadian Hot 100, y después alcanzó el número uno por dos semanas no consecutivas. Además, la CRIA certificó la canción con tres discos de platino, gracias a que vendió más de 240 000 descargas digitales.
En Austria, debutó en el puesto sesenta y siete y a su trigésima semana, alcanzó el dos. Por otro lado, llegó a los lugares seis, dos, y cuatro en las principales listas de Alemania, Noruega y Suiza, respectivamente. Además, en el primero de los mencionados, recibió un disco de platino, dado por la BVMI, debido a que comercializó más de 400 000 unidades digitales. En los Países Bajos, entró por primera vez el 5 de octubre de 2013 en la posición setenta y cuatro, luego de varias semanas, regresó al conteo y subió al primer puesto, siendo su primera y única pista en liderar en este país. En las regiones flamenca y valona de Bélgica alcanzó los lugares primero y tercero en la Ultratop 50 y Ultratop 40, respectivamente. Posteriormente, la BEA certificó al sencillo con un disco de oro por vender más de 15 mil copias en el país. En cambio, en Francia e Italia, la pista ocupó el número seis y cinco. Adicionalmente, en el país italiano consiguió la certificación de platino por más de 30 000 ejemplares digitales despachados, concedida por la FIMI. En cuanto a países de habla hispana, figuró en el Top 50 Canciones de España en el lugar número nueve; en México escaló hasta llegar al número siete del Mexico Airplay. No obstante, en el primero de estos, gracias a su difusión multimedia en audio en las aplicaciones Deezer, Spotify y Groove Música, la PROMUSICAE concedió el disco de platino por más de ocho millones de escuchas en el país. En Dinamarca, alcanzó la sexta casilla y ha sido condecorado por la IFPI con dos discos de platino, debido a su streaming en el país. Adicionalmente, figuró en los rankings radiales de Bulgaria, Croacia, Eslovaquia, Israel, Polonia y la República Checa, en los puestos número uno, seis, dieciséis, cuatro, uno y dos, respectivamente. En Hungría logró llegar a la octava posición, en tanto en Suecia la segunda. En este último, la canción recibió cuatro discos de platino, otorgado por la GLF gracias a que vendió más de ciento sesenta mil copias digitales. Por otra parte, llegó a la posición número tres en los importantes listados musicales de Escocia e Irlanda, mientras que en el Reino Unido el número cuatro. Adicionalmente, la BPI del Reino Unido certificó con tres discos de platino al sencillo por ventas superadas a 1 8000  ejemplares. En Oceanía, contó con buen rendimiento comercial. En Australia, escaló hasta la quinta posición en el conteo ARIA Digital Tracks. En Nueva Zelanda, debutó en la décima casilla del NZ Top 40 Singles y ediciones después, alcanzó el segundo lugar, detrás de su sencillo «Roar». Además, la RIANZ condecoró a «Dark Horse» con dos discos de platino, gracias a que vendió más de 30 000 copias digitales en ese país.

## Vídeo musical

### Antecedentes

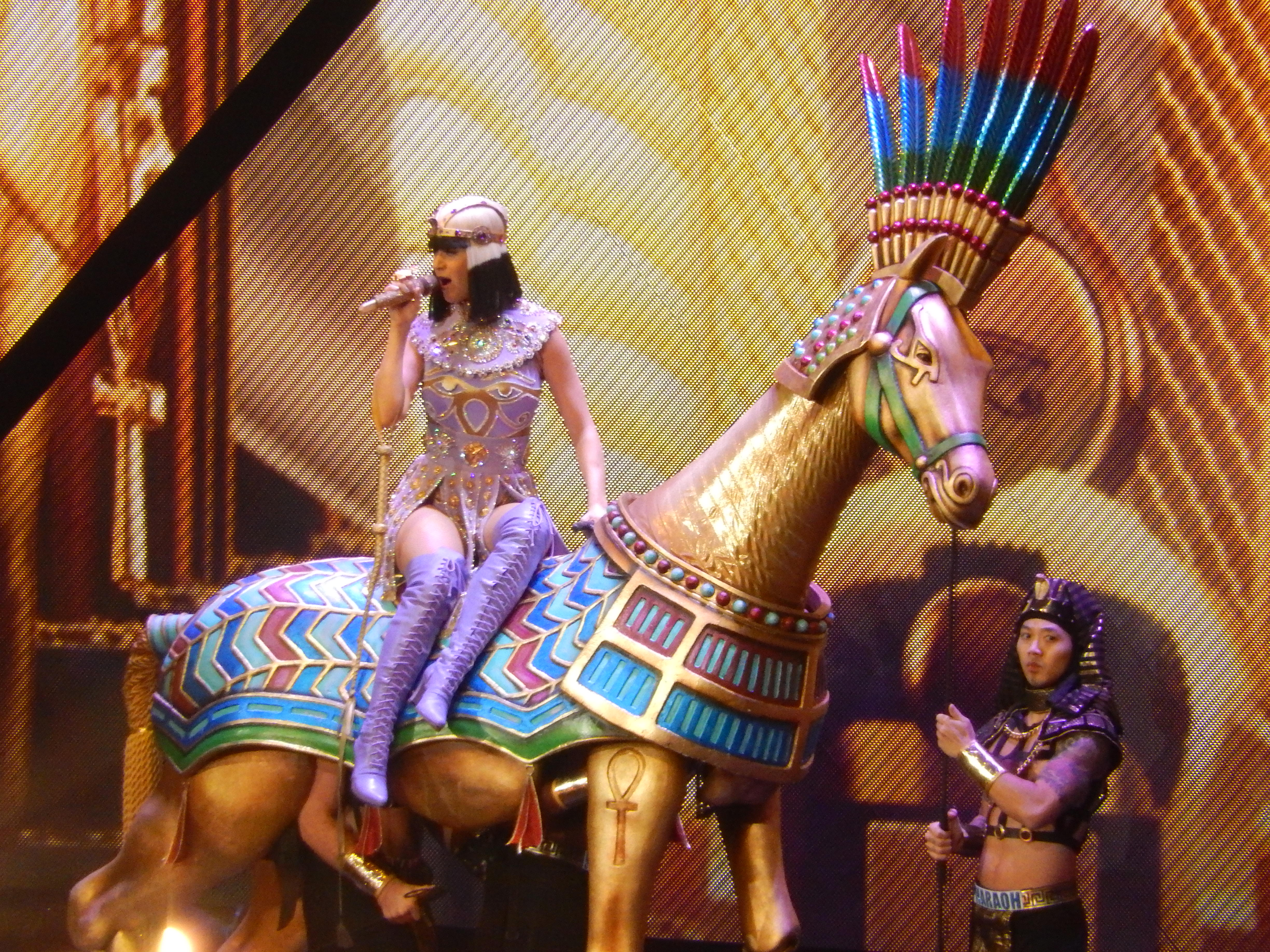
Katy Perry interpretando el tema durante su gira The Prismatic World Tour en Nueva Jersey, Estados Unidos.

En una entrevista con la revista Billboard en la quincuagésima sexta entrega anual de los premios Grammy, el rapero Juicy J reveló que: «Es una película, hombre. Es una gran película. Realmente no puedo decirte porque es, sin duda va a ser una sorpresa, pero te voy a contar esto: ya has visto sus otros vídeos, este va a ser igual de grande. Todo lo que [Perry] hace es como de categoría A». El 5 de febrero de 2014, la cantante escribió en su cuenta oficial de Twitter que el vídeo pronto sería lanzado. Ocho días después, publicó en su canal VEVO en YouTube un avance del clip de treinta segundos. En este aparece escrito en jeroglíficos: «Si ella se enamoró, estarías Top Dawg», lo que describe los deseos de la famosa «Katy Patra», y de no satisfacerla, «su ira te dejaría lloriqueando». El vídeo musical lo dirigió Mathew Cullen, quien ya había trabajado con Perry en su anterior sencillo «California Gurls» de 2010, y la artista lo publicó el 20 de febrero de 2014 en YouTube. La idea de Perry para el vídeo fue la de combinar la cultura del antiguo Egipto con la ciudad natal de Juicy J. Hablando del concepto del clip, Cullen dijo: «Cuando un artista tiene un par de conceptos que se quieren mezclar para crear algo nuevo, eso es música para mis oídos». También dijo que si bien no había egiptólogos en el set de grabación, investigaron el período de tiempo para respetar el simbolismo mientras se divertían.

### Trama
El vídeo comienza con Perry vestida de blanco y su pelo de color plateado con símbolos, recostada en una barca en medio de un río y rodeada de sirvientes. Todo sucede en la ciudad de Memphis de hace un largo y loco tiempo. La intérprete hace el papel de reina egipcia, Cleopatra, con un atuendo colorido y rechaza a muchos de sus pretendientes. Un tipo fornido intenta ganar su corazón con un diamante de gran tamaño, pero ella lo convierte en una joya para la dentadura de diamantes púrpuras la cual se la pone entre sus dientes, ya que gracias a sus poderes mágicos puede gobernar en el imperio. Luego, otro viene ofreciéndole cheetos picantes, con la intención de humillarla, pero cuando se come uno, ella lo convierte en un cáliz con agua para calmar lo picante que estaban. Después, aparece un señor que al quitarse una máscara, tiene una cabeza de cocodrilo, lo cual espanta a Perry y ella lo transforma en ul bolso de piel de lagarto. Entonces, aparece un tipo con un carruaje que lo hace mover de arriba abajo, pero ella lo transforma en dos dados gigantes de adorno para simbolizar que no le pueden quitar su trono. También hace presencia un perro —llamado Jiff, mascota de Perry— pero ella lo rechaza y lo destierra del reino, tras esto, el perro se marcha caminando en dos patas por la alfombra. Juicy J canta su verso al salir de un sarcófago, mientras Perry realiza rutinas de baile con inspiración egipcia, donde un faraón trae una pirámide de oro para ella y al final del clip, aparece con una peluca naranja tomando el papel de la diosa Isis, mientras está de pie encima de la pirámide y se comienza a elevar, a la vez que le comienzan a salir alas, después de todo esto, el perro mencionado se ilustra con la cara del último de sus pretendientes.

### Recepción

La intérprete fue acusada de blasfema, por usar en el vídeo la palabra Allah en uno de los modelos.

James Montgomery de MTV comentó que la intérprete «tomó un papel perfecto para jugar con él, en muchos sentidos» y agregó que otra vez, no hay personaje que ella no pueda canalizar y la denominó «la Daniel Day-Lewis del pop». En cambio, Pedro García de El Informador declaró que esta vez, la intérprete regresa al estilo que está acostumbrada, al recurrir a las pelucas y a los colores llamativos. Robbie Daw del sitio web Idolator dijo: «Este particular vídeo de Perry emite parecidos de "Remember the Time" de Michael Jackson (1992), pero solo el tiempo dirá si esta odisea egipcia terminará siendo apenas un clásico inolvidable». Por otra parte, el profesor de Egiptología de la Universidad de Chicago, Robert K. Ritner comentó acerca de la temática del clip: «Esto me parece realmente muy maravilloso, pero estoy dispuesto a doblar las normas formales. El que unió esto, sabía algo sobre el mito de Cleopatra. Hay una serie de características aquí que yo pudiera utilizar en el aula [de clases]».
Sin embargo, en un fragmento del vídeo, un modelo portaba un dije con la palabra «Allah», que significa Dios en musulmán, lo que generó controversia contra la cantante y fue acusada de «blasfema», ya que al ser quemado el portador, representa una oposición al Dios al ponerlo en llamas. Debido a más de 60 000 peticiones realizadas por Change.org contra YouTube por el incidente, decidieron editar el vídeo para quitar dicho símbolo. Luego de esto, el sitio expresó su gratitud con respecto a la edición: «El nombre de Dios se ha eliminado en el vídeo de "Dark Horse", no lo podríamos haber hecho sin el apoyo de todos [los peticionarios], así que gracias a todos y cada uno de ustedes profundamente, nuestras voces han sido escuchadas». El sitio web de Los 40 Principales comentó acerca del vídeo: «Una producción espectacular que nos traslada al Egipto más psicodélico. Dio mucho de qué hablar y no siempre para bien ya que hubo un sector musulmán que se sintió muy ofendido por un símbolo que llevaba en uno de los collares que acabó desintegrado. Pero dicen que eso es bueno, que hablen mal pero que hablen». El vídeo fue el más visto de Perry en el sitio YouTube, el cual superó a «Firework» que hasta el 2014 era el más visto de la artista y, para mediados de mayo de 2015, contaba con más de 970 millones de visitas, siendo el tercer vídeo más visitado en el sitio web. En junio de ese año, Perry se convirtió en la primera mujer con un vídeo con más de mil millones de visitas en la plataforma, gracias a «Dark Horse» y además, es el decimoquinto más visto en general.

Para enero de 2022, el video cuenta con más de 3203 mil millones de visitas, convirtiéndolo en uno de los videos más vistos de YouTube y el segundo video femenino más visto en la plataforma (sólo detrás de Roar de la misma Perry, con más de 3500 millones de visitas.)

## Interpretaciones en directo y versiones de otros artistas
Katy Perry y Juicy J interpretaron por primera vez «Dark Horse», junto con otros sencillos de la artista como «I kissed a girl», «Part of Me», «Wide Awake», «California Gurls», «Teenage Dream», «Firework» y «Roar» en el iHeartRadio Musical Festival, celebrado en Las Vegas el 20 de septiembre de 2013. Para sus presentaciones, estaba vestida como una chica colegiala católica. Perry volvió a cantarla el 30 del mismo mes en el iTunes Festival de Londres junto con algunas canciones de su álbum PRISM como «Roar», «Walking on Air» y «By The Grace of God», además de «Part of Me», «Wide Awake» y versiones electrónicas de «California Gurls» y «Teenage Dream». El 23 de octubre, interpretó «Roar» y después «Dark Horse» junto a Juicy J en el concierto de caridad «We Can Survive: Music For Life», celebrado en Los Ángeles. Posteriormente, la artista la presentó con «Unconditionally» en el reality show The Voice de Alemania el 13 de diciembre. Para su presentación, interpretó primero «Unconditionally» con un vestido blanco y una corona de flores blancas, mientras que para «Dark Horse», utilizó una vestimenta similar al de su presentación en iHeartRadio Musical Festival, unos meses atrás. La intérprete cantó la canción en la quincuagésima entrega de los premios Grammy junto a Juicy J el 26 de enero de 2014 con un escenario inspirado en la brujería, con palos de escoba gigantes, árboles de gran tamaño y una muerte en la hoguera. De acuerdo con Brad Wete de Billboard, los bailarines, el caballo improvisado y las llamas, hicieron de esta presentación una de las más emocionantes de la noche, pero para Daniel Distant de The Christian Post exaltó la brujería y el simbolismo satánico. El 19 de febrero de 2014, Perry presentó el tema en los Brit Awards, con un escenario inspirado en Egipto con estatuas de esfinges, cascos brillantes y atuendos de neón en los bailarines y un carro decorado en el que la cantante montaba. Para Ashley Lee de The Hollywood Reporter, esta presentación fue «un contraste [en cuestión de escenografía] a la de los premios Grammy», mientras que para algunos críticos, el desempeño vocal de Perry «destrozó» su interpretación, puesto que para ellos, desafinó. Además, Perry la incluyó en el repertorio de canciones de su gira The Prismatic World Tour (2014) como quinto canción en interpretar y la primera del «acto egipcio». El 1 de febrero de 2015, Perry fue la artista encargada del espectáculo de medio tiempo del Super Bowl XLIX, en donde presentó variedad de sus temas más conocidos, entre ellos «Dark Horse», el cual se desempeñó en una representación gráfica en 3D con estilo de tablero de ajedrez en el campo de juego, en donde constantemente se convertía en distintas formas y figuras, mientras estaba rodeada de bailarines disfrazados de fichas de dicho juego. El espectáculo trajo consigo una serie de críticas, como la de Jon Caramanica de The New York Times que expresó su postura acerca del show:

«Durante sus 12 minutos, más o menos, en el estadio de la Universidad de Phoenix, ella se adueño [de su propio evento], navegando por un puñado de sus remates y tres cambios de vestuario en una actuación que resistió el mal humor, que abarca todos los modos de la señora Perry: el triunfante "Roar", el espeluznante "Dark Horse" (por desgracia sin el rapero Juicy J), la astilladora "California Gurls", el faro de levantamiento puro "Firework" [...] La señorita Perry generalmente no se mueve mucho en el escenario, por lo que se presentó en una serie de configuraciones que ocultaba este hecho —en la cima de un falso-mosaico león mecánico, entre un mar de baile de piezas de ajedrez y sujetada a una estrella fugaz izada por encima del campo—».

En tanto, David Rooney de The Hollywood Reporter escribió acerca de la parte de «Dark Horse», en la manera en que «el campo de juego se transformó en un tablero de ajedrez gráfico llamativamente iluminado con piezas de baile [al estilo] deportivo. Parecía una especie de videojuego inspirado en Tron, y era visualmente muy fresco. Pero estábamos listos para, listos para, una tormenta perfecta, tormenta perfecta, pero no sucedió». Un fanático llamado Anthony Vicent versionó «Dark Horse» con la imitación de veinte voces de distintos artistas tales como Frank Sinatra, Boyz II Men, Iron Maiden, Pavarotti, Michael Jackson, John Mayer, entre otros. El vídeo titulado «Katy Perry - Dark Horse (Sang in 20 Styles) Ten Second Songs» ha sido una sensación en YouTube, al recibir más de cuatro millones de visitas en tan solo unos pocos días.

## Demanda por infracción de derechos de autor
El 1 de julio de 2014, el St. Louis Post-Dispatch informó que el rapero cristiano Flame y otros presentaron una demanda contra Perry, Capitol Records y los coautores de Perry por infringir los derechos de autor de la canción «Joyful Noise», que apareció en 2008 álbum Our World: Redeemed. El productor, Chike Ojukwu, junto con el cocompositor Da 'T.R.U.T.H. fueron listados como co-demandantes. Cho'zyn Boy, DJ de Flame en 2014, declaró que la canción de Perry es «idéntica» a «Joyful Noise», pero diez BPM más lento en tempo y un paso más alto en tono. Además de los reclamos por infracción, la demanda alegaba que «en cualquier medida, el mensaje devotamente religioso de 'Joyful Noise' ha sido irreparablemente empañado por su asociación con la brujería, el paganismo, la magia negra y las imágenes Illuminati evocadas por la misma música en 'Dark Horse'». El rapero Lecrae, que aparece en la canción fue e inicialmente fue incluido como demandante en la demanda, aclaró a MTV que «estaba en Hong Kong [cuando] salió el comunicado de prensa y no es mi canción, es la canción de mi chico Flame y respeto las propiedades intelectuales de todos, pero esa declaración sobre la brujería y esas cosas, esa no es mi declaración y no estoy detrás de esa declaración». Para deshacerse de la demanda, Lecrae firmó sus derechos de la canción a Flame, Da 'T.R.U.T.H. y Ojukwu de forma gratuita.
En agosto de 2018, Christina A. Snyder, del Tribunal de Distrito de los Estados Unidos para el Distrito Central de California, falló en contra de una sentencia sumaria, argumentando que los demandantes «demostraron una cuestión de hecho verificable en cuanto al acceso porque 'Joyful Noise' logró un éxito crítico, incluyendo una nominación al Grammy, y estaba disponible y visto millones de veces en YouTube y MySpace». También hizo referencia a los argumentos del musicólogo Todd Decker, quien afirmó que las canciones comparten «cinco o seis puntos de similitud»; específicamente, los ostinatos en ambas canciones son idénticos o casi iguales en la longitud de la frase, el ritmo, el contenido de tono y el timbre. Perry y Dr. Luke respondieron con su propio testimonio experto del musicólogo Lawrence Ferrara que los puntos en común entre las dos canciones son simplemente elementos genéricos. Durante el juicio federal en julio de 2019, Perry, el Dr. Luke y Max Martin declararon que nunca habían escuchado «Joyful Noise», y el de los billones de videos subidos a YouTube entre 2009 y 2013, y su equipo de defensa intentó demostrar ese «Joyful Noise» no era ampliamente accesible al público. El abogado de Flame y los otros demandantes señalaron que Perry a principios de la década de 2000 comenzó su carrera en el pop cristiano, a lo que Perry respondió que incluso durante esa parte de su carrera «siempre escuchaba ... música secular de todos modos».
Ferrara argumentó que «Dark Horse» contiene elementos comunes a innumerables canciones, incluidas las canciones mucho más antiguas «Mary Had a Little Lamb», «Jolly Old St. Nicholas» y «Merrily We Roll Along». Decker afirmó que las melodías descendentes de cada ostinato son únicas y que no había «visto otra pieza que desciende como lo hacen estos dos». El abogado de Perry y los demás acusados acusaron a Flame y a los otros demandantes de «tratar de poseer bloques básicos de música, el alfabeto de la música que debería estar disponible para todos». Otro argumento de Perry y los otros acusados fue que debido a que Ojukwu nunca registró el ritmo que produjo y luego lo autorizó a Flame, «Joyful Noise» fue en sí mismo un trabajo derivado. Cuando Perry testificó ante el tribunal, inicialmente las dificultades técnicas impidieron que sus abogados reprodujeran la canción «Dark Horse» en la sala del tribunal, y Perry bromeó «Podría hacerlo por ti en vivo». El 29 de julio de 2019, un jurado federal determinó que Perry, Juicy J, Dr. Luke, Max Martin, Cirkut y Sarah Hudson eran culpables de infracción, junto con Capitol Records, Warner Bros. Music Publishing, Kobalt Publishing y Kasz Money Inc. El jurado otorgó a los demandantes $ 2.78 millones, de los cuales a la misma Perry se le ordenó pagar $ 550 000.

## Formatos
Descarga digital
| «Dark Horse» — Descarga digital |                            |          |  |
| N.º                             | Título                     | Duración |  |
| 1.                              | «Dark Horse» (con Juicy J) | 3:35     |  |

Sencillo en CD
| «Dark Horse» - Sencillo en CD |                                       |          |  |
| N.º                           | Título                                | Duración |  |
| 1.                            | «Dark Horse» (con Juicy J)            | 3:35     |  |
| 2.                            | «Dark Horse» (Johnson Somerset Remix) | 9:01     |  |

Disco de vinilo
| «Dark Horse» — Disco de vinilo 12 pulgadas |                                    |          |  |
| N.º                                        | Título                             | Duración |  |
| 1.                                         | «Dark Horse» (Phynx Bootleg Remix) | 5:05     |  |
| 2.                                         | «Dark Horse» (Palladium Remix)     | 3:13     |  |
| 3.                                         | «Dark Horse» (Damn Wright Remix)   | 4:07     |  |
| 4.                                         | «Dark Horse» (Revoke Remix)        | 4:13     |  |

## Posicionamiento en listas

### Semanales
| País              | Lista                        | Mejor posición |
| 2013-2014         | 2013-2014                    | 2013-2014      |
| ----------------- | ---------------------------- | -------------- |
| Alemania          | German Singles Chart         | 6              |
| Australia         | ARIA Digital Tracks          | 5              |
| Austria           | Ö3 Austria Top 75            | 2              |
| Bélgica (Flandes) | Ultratop 50                  | 1              |
| Bélgica (Valonia) | Ultratop 40                  | 3              |
| Bulgaria          | Bulgarian Airplay Top 5      | 1              |
| Canadá            | Canadian Hot 100             | 1              |
| Croacia           | Croatian Airplay Radio Chart | 6              |
| Dinamarca         | Tracklisten Top 40           | 6              |
| Escocia           | Scottish Singles Chart       | 3              |
| Eslovaquia        | Slovakia Radio Top 100       | 16             |
| España            | Top 50 Canciones             | 9              |
| España            | Los 40 Principales España    | 1              |
| Estados Unidos    | Billboard Hot 100            | 1              |
| Estados Unidos    | Digital Songs                | 1              |
| Estados Unidos    | Radio Songs                  | 1              |
| Estados Unidos    | Pop Songs                    | 1              |
| Estados Unidos    | Rhythmic Songs               | 1              |
| Estados Unidos    | Adult Pop Songs              | 2              |
| Estados Unidos    | Dance Club Play Songs        | 1              |
| Francia           | French Singles Chart         | 6              |
| Hungría           | Single (Track) Top 20        | 8              |
| Irlanda           | Irish Singles Chart          | 3              |
| Israel            | International Airplay Chart  | 4              |
| Italia            | Italian Singles Chart        | 5              |
| Japón             | Japan Hot 100                | 91             |
| México            | Mexico Airplay               | 7              |
| Noruega           | Norwegian Singles Chart      | 2              |
| Nueva Zelanda     | NZ Top 40 Singles            | 2              |
| Países Bajos      | Dutch Singles Chart          | 1              |
| Polonia           | Polish Airplay Top 20        | 1              |
| Reino Unido       | UK Singles Chart             | 4              |
| República Checa   | Czech Radio Top 100          | 2              |
| Suecia            | Swedish Singles Chart        | 2              |
| Suiza             | Swiss Singles Chart          | 4              |

#### Sucesión en listas
| Anteriores: «Happy» de Pharrell Williams «Happy» de Pharrell Williams                                   | Ultratop 50 — Sencillo número uno 1 de marzo de 2014-14 de marzo de 2014 22 de marzo de 2014-28 de marzo de 2014         | Siguientes: «Happy» de Pharrell Williams «Happy» de Pharrell Williams                                |
| Anterior: «Happy» de Pharrell Williams                                                                  | Bulgarian Airplay Top 5 — Sencillo número uno 21 de abril de 2014-27 de abril de 2014                                    | Siguiente: «Happy» de Pharrell Williams                                                              |
| Anteriores: «Counting Stars» de OneRepublic «Say Something» de A Great Big World con Christina Aguilera | Canadian Hot 100 — Sencillo número uno 15 de febrero de 2014-21 de febrero de 2014 1 de marzo de 2014-7 de marzo de 2014 | Siguientes: «Say Something» de A Great Big World con Christina Aguilera «Happy» de Pharrell Williams |
| Anterior: «Timber» de Pitbull con Ke$ha                                                                 | Billboard Hot 100 — Sencillo número uno 8 de febrero de 2014-7 de marzo de 2014                                          | Siguiente: «Happy» de Pharrell Williams                                                              |
| Anterior: «Timber» de Pitbull con Ke$ha                                                                 | Digital Songs — Sencillo número uno 25 de enero de 2014-28 de febrero de 2014                                            | Siguiente: «Happy» de Pharrell Williams                                                              |
| Anterior: «Counting Stars» de OneRepublic                                                               | Radio Songs — Sencillo número uno 1 de marzo de 2014-14 de marzo de 2014                                                 | Siguiente: «Happy» de Pharrell Williams                                                              |
| Anterior: «Timber» de Pitbull con Ke$ha                                                                 | Pop Songs — Sencillo número uno 22 de febrero de 2014-28 de marzo de 2014                                                | Siguiente: «Happy» de Pharrell Williams                                                              |
| Anterior: «Drunk in Love» de Beyoncé con Jay Z                                                          | Rhythmic Songs — Sencillo número uno 22 de marzo de 2014-28 de marzo de 2014                                             | Siguiente: «Happy» de Pharrell Williams                                                              |
| Anterior: «Go F**k Yourself» de My Crazy Girlfriend                                                     | Dance/Club Play Songs — Sencillo número uno 22 de febrero de 2014-28 de febrero de 2014                                  | Siguiente: «Hey Brother» de Avicii                                                                   |
| Anterior: «All of Me» de John Legend                                                                    | Dutch Singles Chart — Sencillo número uno 22 de febrero de 2014-28 de febrero de 2014                                    | Siguiente: «Rather Be» de Clean Bandit con Jess Glynne                                               |
| Anterior: «Rather Be» de Clean Bandit con Jess Glynne                                                   | Polish Airplay Top 20 — Sencillo número uno 17 de mayo de 2014-23 de mayo de 2014                                        | Siguiente: «Rather Be» de Clean Bandit con Jess Glynne                                               |

### Anuales
| País              | Lista                  | Posición |
| 2013              | 2013                   | 2013     |
| ----------------- | ---------------------- | -------- |
| Nueva Zelanda     | NZ Top 40 Singles      | 28       |
| 2014              |                        |          |
| Alemania          | German Singles Chart   | 11       |
| Austria           | Ö3 Austria Top 75      | 16       |
| Bélgica (Flandes) | Ultratop 50            | 10       |
| Bélgica (Valonia) | Ultratop 40            | 15       |
| Canadá            | Canadian Hot 100       | 6        |
| Dinamarca         | Tracklisten Top 40     | 16       |
| Estados Unidos    | Billboard Hot 100      | 2        |
| Estados Unidos    | Digital Songs          | 2        |
| Estados Unidos    | Radio Songs            | 2        |
| Estados Unidos    | Pop Songs              | 1        |
| Estados Unidos    | Rhythmic Songs         | 5        |
| Estados Unidos    | Adult Pop Songs        | 9        |
| Estados Unidos    | Dance/Club Play Songs  | 8        |
| Hungría           | Single (Track) Top 100 | 30       |
| Italia            | Italian Singles Chart  | 17       |
| Nueva Zelanda     | NZ Top 40 Singles      | 31       |
| Países Bajos      | Dutch Singles Chart    | 26       |
| Polonia           | Polish Airplay Top 20  | 26       |
| Reino Unido       | UK Singles Chart       | 20       |
| Suecia            | Swedish Singles Chart  | 16       |
| Suiza             | Swiss Singles Chart    | 17       |

### Certificaciones
| País           | Organismo certificador | Certificación | Simbolización | Ventas certificadas | Ref.    |
| -------------- | ---------------------- | ------------- | ------------- | ------------------- | ------- |
| Alemania       | BVMI                   | Platino       | ▲             | 400 000             | [ 82 ]  |
| Bélgica        | BEA                    | Oro           | ●             | 15 000              | [ 83 ]  |
| Canadá         | CRIA                   | 7× Platino    | 7▲            | 560 000             | [ 80 ]  |
| Estados Unidos | RIAA                   | 16x Platino   | ♥             | 10 000              | [ 76 ]  |
| Italia         | FIMI                   | 3× Platino    | 3▲            | 90 000              | [ 86 ]  |
| México         | AMPROFON               | 2× Platino    | 2▲            | 120 000             | [ 187 ] |
| Noruega        | IFPI — Noruega         | 3× Platino    | 3▲            | 30 000              | [ 188 ] |
| Nueva Zelanda  | RIANZ                  | 2× Platino    | 2▲            | 30 000              | [ 103 ] |
| Reino Unido    | BPI                    | 3x Platino    | 3▲            | 1 800 000           | [ 100 ] |
| Suecia         | GLF                    | 4× Platino    | 4▲            | 160 000             | [ 99 ]  |
| Streaming      |                        |               |               |                     |         |
| Dinamarca      | IFPI — Dinamarca       | 2× Platino    | 2▲            | 180 000             | [ 91 ]  |
| España         | PROMUSICAE             | Platino       | ▲             | 80 000              | [ 89 ]  |

## Premios y nominaciones
A continuación, una lista de algunos de las nominaciones y premios que obtuvo la canción en distintas ceremonias de premiación.
| Año  | Ceremonia de premiación                   | Categoría                                           | Resultado | Ref.    |
| ---- | ----------------------------------------- | --------------------------------------------------- | --------- | ------- |
| 2014 | MuchMusic Video Awards                    | Video internacional del año                         | Nominado  | [ 189 ] |
| 2014 | Premios Juventud                          | Éxito favorito                                      | Nominado  | [ 190 ] |
| 2014 | VEVOCertified Awards                      | 100 000 000 visitas                                 | Ganador   | [ 191 ] |
| 2014 | Teen Choice Awards                        | Sencillo de artista femenina                        | Nominado  | [ 192 ] |
| 2014 | MTV Video Music Awards                    | Mejor video femenino                                | Ganador   | [ 33 ]  |
| 2014 | MTV Video Music Awards                    | Mejor colaboración                                  | Nominado  | [ 33 ]  |
| 2014 | MTV Europe Music Awards                   | Mejor canción                                       | Nominado  | [ 34 ]  |
| 2014 | MTV Europe Music Awards                   | Mejor video                                         | Ganador   | [ 34 ]  |
| 2014 | Premios 40 Principales                    | Mejor video internacional                           | Nominado  | [ 193 ] |
| 2014 | Premios Telehit                           | Video del año                                       | Ganador   | [ 194 ] |
| 2014 | American Music Awards                     | Sencillo del año                                    | Ganador   | [ 35 ]  |
| 2014 | VEVO Hot This Year                        | Video del año                                       | Ganador   | [ 195 ] |
| 2014 | VEVO Hot This Year                        | Mejor video VEVO CERTIFIED                          | Ganador   | [ 195 ] |
| 2014 | VEVO Hot This Year                        | Mejor video pop                                     | Ganador   | [ 195 ] |
| 2014 | NRJ Music Awards                          | Video musical del año                               | Nominado  | [ 196 ] |
| 2015 | Premios Grammy                            | Mejor interpretación de pop de dúo/grupo            | Nominado  | [ 36 ]  |
| 2015 | ADG Excellence in Production Design Award | Formato corto: Serie web, video musical o comercial | Nominado  | [ 197 ] |
| 2015 | iHeartRadio Music Awards                  | Mejor colaboración                                  | Nominado  | [ 198 ] |
| 2015 | Kid's Choice Awards                       | Canción favorita del año                            | Nominado  | [ 199 ] |
| 2015 | ASCAP Pop Music Awards                    | Canción más interpretada                            | Ganador   | [ 200 ] |
| 2015 | BMI Pop Awards                            | Canción galardonada                                 | Ganador   | [ 201 ] |

## Créditos
- Carlsson, Peter: Ingeniería.
- Foster, Mike: Ingeniería.
- Gibbs, Clint: Ingeniería.
- Gottwald, Lukasz: Composición, instrumentación, producción y programación.
- Holland, Sam: Ingeniería.
- Hudson, Sara: Composición.
- Ilbert, Michael: Ingeniería.
- Juicy J: Voz colaborador.
- Martin, Max: Composición, instrumentación, producción y programación.
- Perry, Katy: Composición y voz principal.
- Walter, Henry: Composición, instrumentación, producción y programación.

Fuente: Discogs y folleto de PRISM.